# Viktor Krovopuskov
Viktor Alekseyevich Krovopouskov (Виктор Алексеевич Кровопусков) né le 29 septembre 1948 à Moscou était un escrimeur russe pratiquant le sabre. Il a tiré toute sa carrière sous la bannière de l’Union Soviétique pour laquelle il a conquis un des plus beaux palmarès de l’histoire du sabre.
Krovopouskov a commence le sabre à l’âge de 13 ans à l’école des sports de Moscou. Son premier entraîneur fut le maître d'armes Igor Chernyshev. En 1967 il rejoint le club de l’armée rouge à Moscou.
Il fut membre de l’équipe nationale de l’Union Soviétique de 1973 à 1986.
Aux Jeux olympiques de 1976 à Montréal il remporta deux médailles d’or au sabre (épreuves individuelles et par équipes) et réédita le même exploit quatre ans plus tard, à domicile, aux Jeux olympiques de Moscou
Sur le plan technique, comme tous les autres sabreurs membres de l'équipe d'URSS, il se caractérisait par une grande maîtrise des déplacements grâce à une puissance statique et une explosivité lui autorisant un équilibre parfait dans la réalisation des techniques en mouvement. Très sobre dans l'utilisation du sabre, tout son éventail de techniques était entièrement dévolu à l'efficacité sans aucun geste parasite ou superflu. La vitesse d'exécution n'était utilisée qu'à bon escient, avec des préparations d'attaques toujours parfaitement mesurées en fonction de la distance, notamment.
Sur le plan tactique, la sobriété de son style ainsi que son équilibre rendaient peu lisible son jeu essentiellement fondé sur l'utilisation de la seconde intention, bien que Krovopuskov affichait une grande facilité tant en offensive qu'en défensive pure, dans le domaine des parades-ripostes ou des contre-attaques.
Viktor Krovopuskov donnait l'impression d'une mécanique imperturbable, apparemment répétitive, et de ce fait souvent déroutante pour ses adversaires ayant plus de difficultés à décrypter les variations dans l'usage de la distance et du rythme.
Il a gagné deux fois les championnats du monde de sabre individuel et 5 fois par équipe.
En 1979 il est nommé meilleur sabreur du monde par la FIE.
En 1976 il reçoit la décoration l’ordre de la bannière rouge du travail et en 1980 celle de l’Ordre de Lénine.
Après l’arrêt de sa carrière de tireur de haut niveau Krovopouskov est devenu maître d'armes et tire régulièrement dans les catégories de vétérans.

## palmarès
- Jeux olympiques d'été
  -  Médaille d'or au sabre individuel en 1976
  -  Médaille d'or au sabre individuel en 1980
  -  Médaille d'or au sabre par équipe en 1976
  -  Médaille d'or au sabre par équipe en 1980

- Championnats du monde d'escrime
  -  Médaille d'or au sabre individuel en 1978
  -  Médaille d'or au sabre individuel en 1982
  -  Médaille d'or au sabre par équipe en 1974
  -  Médaille d'or au sabre par équipe en 1975
  -  Médaille d'or au sabre par équipe en 1979
  -  Médaille d'or au sabre par équipe en 1983
  -  Médaille d'or au sabre par équipe en 1985
  -  Médaille d'argent au sabre individuel en 1974
  -  Médaille d'argent au sabre par équipe en 1973

- Coupe du monde d'escrime
  - Deux victoires à la coupe du monde de sabre en 1976 et 1979